# Bill Johnston
William Johnston (2. listopadu 1894, San Francisco, Kalifornie, USA – 1. května 1946, tamtéž), přezdívaný „Little Bill“ (Malý Bill), byl americký tenista. Společně s hráči Geraldem Pattersonem a Billem Tildenem byl v letech 1919 mužskou světovou jedničkou. V období 1920–1925 permanentně druhým nejlepším hráčem světa (za Tildenem). Ve dvouhře získal tituly ve Wimbledonu 1923 a na US Open 1915 a 1919, kde prohrál šest dalších finále (pětkrát z toho proti Tildenovi), trojnásobný vítěz čtyřhry na US Open.

## Osobní život
Přezdívka „Malý Bill“ doplňovala druhou „Velký Bill“, kterou byl označován Bill Tilden, se kterým Johnston hrál v daviscupovém týmu. Společně získali v letech 1920-1926 pro USA sedm trofejí „Salátové mísy“ v řadě, což je do současnosti platný rekord. Dokud jej nezačal Tilden pravidelně porážet ve 20. letech, byl po řadu let nejlepším americkým tenistou.
Po první světové válce měl chronické zdravotní problémy ze služby v Námořnictvu USA. Vynikal výborným forhendem se západním držením. Zemřel na tuberkulózu v roce 1946 ve věku 51 let. Do Mezinárodní tenisové síně slávy vstoupil in memoriam v roce 1958.